# 马蒂利亚-德阿尔松
马蒂利亚-德阿尔松（西班牙語：Matilla de Arzón），是西班牙卡斯蒂利亚-莱昂萨莫拉省的一个市镇。 总面积30平方公里，总人口252人（2001年），人口密度8人/平方公里。